# LabVIEW
LabVIEW (англ. Laboratory Virtual Instrumentation Engineering Workbench) — платформа та середовище розробки для візуальної мови програмування компанії National Instruments (США). Метою даної мови є автоматизація використання обчислювального та вимірювального лабораторного обладнання. 
Графічна мова носить назву "G" (не плутати з G-код), проте в літературі переважно дана назва застосовується рідко, а зостосовується назва платформи. Початково мова створювалася для Apple Macintosh в 1986 році. LabVIEW зазвичай використовується для збору даних, управління приладами і в промисловій автоматизації на різних операційних платформах, включаючи  Microsoft Windows, UNIX, Linux та Mac OS X. Найновіша версія LabVIEW — LabVIEW 2011, вийшла в 2011 році. У ній підтримується взаємодія з елементами, реалізованими на платформі Microsoft .NET Framework 4.0, покращено роботу модуля реального часу (Real-Time Module), розширено можливості математичної обробки даних.
Розробка програми в LabView відбувається одночасно в двох вікнах: блок-діаграма та лицева панель. На лицевій панелі створюється графічний інтерфейс програми і паралельно ведеться зв'язка інтерфейсу з власне програмою, яка створюється за допомогою спеціальних блоків. Таким чином графічний код програми має вигляд специфічної блок-діаграми.

## Програмування потоку даних (dataflow)

Додавання в LabVIEW

Виконання програми у LabView визначається структурою блок-діаграми (LV-кодом), при створенні якої програміст з'єднує різноманітні вузли-функції малюючи лінію-провід. Таким чином створюється течія(потік) даних (dataflow). Проводами передаються змінні і вузл виконує свою роботу, як тільки усі необхідні дані будуть доступні на його входах. Таким чином виконання програми на непов'язаних один з одним вузлах може іти паралельно.

## Графічне програмування
При розробці LabView програми, розробник також створює графічний інтерфейс, що представлений на "лицевій панелі" (Front Panel). Програму в LabView в цілому називають віртуальним інструментом (Virtual Instrument-VI).
Кожен VI складається з двох основних вікон: блок-діаграми та лицевої панелі. Також в блок-діаграму можуть вбудовуватись сполучні панелі(Connector Pane), за допомогою яких утворюються підпрограми (SubVi), які можуть створюватись з уже готових віртуальних інструментів (VI). Елементи управління та індикатори на лицевій панелі дозволяють оператору здійснювати ввід/вивід даних при роботі з віртуальним інструментом, а також використовуються при зневадженні підпрограм.
LabVIEW включає ряд уже готових програм, документацію, а також велику кількість інструментів для створення практично повноцінних програм різноманітного призначення, в тому числі і мережевих, які працюють по технології клієнт/сервер.
Зображення збоку ілюструє просту LabVIEW програму, з двома основними складовими віртуального інструменту. Так показано програмний код потоку даних в формі блок-діаграми, внизу зліва, і графічний інтерфейс для вводу і виводу даних, зверху справа.

## Переваги
LabVIEW дозволяє здійснювати доступ до великої кількості приладів через вбудовані драйвери. Спрощує програмування для непрофесійних програмістів. До ряду приладів, зокрема, розроблених National Instruments уже надаються готові віртуальні інструменти. Програми є незалежними від платформи оскільки виконуються в спеціальному виконавчому середовищі(run-time). Наявна велика кількість функцій для збору даних, обчислень, генерації сигналів, аналізу тощо. Також, наявна велика кількість графічних елементів для реалізації зручного інтерфейсу користувача. В LabView наявний додатковий програмно-текстовий компонент для проведення обчислень - MathScript. Різні частини блок-діаграми можуть виконуватися паралельно. Наявні значна кількість документації та інтернет групи. Існує відносно дешева версія LabVIEW Student Edition, для освітніх цілей, крім того, доступна пробна trial-версія, яка працює 30 днів.

## Недоліки
LabVIEW є власницьким ПЗ National Instrument, вимагає активації. Для запуску програм вимагається встановлення виконавчого(run-time) середовища з відповідними бібліотеками. Є також, сумніви чи LabVIEW є повноцінною мовою програмування. Обмежена підтримка не Windows-платформ, виражена у відсутності певних драйверів та графічних елементів.